# برنامه صبحگاهی (مجموعه تلویزیونی)
برنامه صبحگاهی (انگلیسی: The Morning Show)، که در استرالیا و اندونزی با عنوان نبردهای صبحگاهی (انگلیسی: Morning Wars) شناخته میشود، یک مجموعهٔ وب‌تلویزیونی درام با بازی جنیفر آنیستون، ریس ویترسپون و استیو کرل است که اول نوامبر ۲۰۱۹ از اپل تی‌وی پلاس پخش شد. این مجموعه از کتاب برایان استلتر با عنوان صبح شما به‌خیر: درون‌نگاهی به دنیای کشندهٔ تلویزیون صبح‌گاهی الهام گرفته‌است. این مجموعه به بررسی شخصیت ها و رخداد های یک برنامه خبری صبحگاهی می‌پردازد.

## داستان
الکس لیوی مجری برنامه صبحگاهی است؛ برنامه خبری محبوب و پربیننده‌ای که از منهتن در شبکه یوبی‌اِی پخش می‌شود. پس از اینکه شریک تلویزیونی‌اش، میچ کسلر، در پی رسوایی سوء رفتارهای جنسی پس از ۱۵ سال همکاری اخراج می‌شود، الکس برای حفظ شغلش به عنوان مجری برتر خبر تلاش می‌کند درهمان حال رقابتی نیز با بردلی جکسون، گزارشگر محلی‌ای با رفتارهای رادیکال که اکنون همکار جدیدش شده، به میان می‌آید.

## بازیگران و شخصیت‌ها

### اصلی
- جنیفر انیستون در نقش الکس لیوی، یکی از مجریان برنامه صبحگاهی
- ریس ویترسپون در نقش بردلی جکسون، خبرنگاری که به مجری برنامه صبحگاهی تبدیل می‌شود
- بیلی کروداپ در نقش کوری الیسون،[۴] مجری یو بی ای از پخش سرگرمی شبکه که وارد کار خبر شده
- استیو کرل در نقش میچ کسلر، مجری تازه اخراج شده برنامه
- مارک دوپلاس در نقش چارلی «چیپ» بلک،[۵] تهیه‌کننده اجرایی برنامه
- کرن پیتمن  در نقش میا جردن، [۶] تهیه‌کننده در TMS
- گوگو امبتا را در نقش هانا شوئنفیلد،[۴] آخرین مدیر استعدادیابی برنامه (فصل ۱)
- نستر کاربونل در نقش یانکو فلورس،[۵] هواشناس برنامه
- کرن پیتمن در نقش میا جوردن،[۶] تهیه‌کننده ای در برنامه
- بل پاولی در نقش کلر کانوی،[۶] دستیار تولید برنامه (فصل ۱؛ مهمان در فصل ۲)
- دشان تری در نقش دنیل هندسون،[۶] از مجریان نسخه آخرهفته برنامه که می‌خواهد مجری هفتگی شود (فصل ۱ و ۲)
- جک دونپورت در نقش جیسون کرگ، شوهر الکس که مخفیانه از هم جدا شده‌اند (فصل ۱)
- گرتا لی در نقش استلا بک، رئیس بخش خبری UBA (فصل ۲،۳ و ۴)
- رواری اوکانر در نقش تای فیتزجرالد، کارشناس رسانه‌های اجتماعی در UBA (فصل ۲)
- جولیانا مارگولیس در نقش لورا پیترسون، هم‌مجری YDA و مجری اخبار سابق در UBA که با بردلی جکسون رابطه برقرار می‌کند (فصل‌های ۲ و ۳)
- نیکول بهاری در نقش کریستین هانتر، المپیکی سابق و هم‌مجری جدید TMS (فصل ۳)
- جان هم در نقش پل مارکس، میلیاردر تکنولوژی که به دنبال خرید UBA است (فصل ۳)
- ماریون کوتیار در نقش سلین دومون، یک اپراتور باهوش از یک خانواده اروپایی برجسته (فصل ۴)
- جرمی آیرنز در نقش مارتین لوی، پدر الکس (فصل ۴)
- آرون پیر در نقش مایلز (فصل ۴)

## قسمت‌ها
| فصل | قسمت‌ها | قسمت‌ها | تاریخ اصلی پخش  | تاریخ اصلی پخش |
| فصل | قسمت‌ها | قسمت‌ها | اولین بار       | آخرین بار      |
| --- | ------ | ------ | --------------- | -------------- |
| ۱   | ۱۰     | ۱۰     | ۱ نوامبر ۲۰۱۹   | ۲۰ دسامبر ۲۰۱۹ |
| ۲   | ۱۰     | ۱۰     | ۱۷ سپتامبر ۲۰۲۱ | ۱۹ نوامبر ۲۰۲۱ |
| ۳   | ۱۰     | ۱۰     | ۱۳ سپتامبر ۲۰۲۳ | ۸ نوامبر ۲۰۲۳  |